# روتنبرگ
روتنبرگ (به آلمانی: Rothenberg) یک منطقهٔ مسکونی در آلمان است که در اودنوالدکرایس واقع شده‌است. روتنبرگ ۲٬۴۹۹ نفر جمعیت دارد.